# Edú
Edú, właśc. Luís Eduardo Schmidt (ur. 10 stycznia 1979 w Jaú) – piłkarz brazylijski grający na pozycji bocznego pomocnika lub napastnika.

## Kariera klubowa
Pierwszym klubem Edú w karierze był zespół São Paulo FC z São Paulo. W jednym z okręgów aglomeracji tego miasta młody Luís przyszedł na świat. W 1998 roku został członkiem pierwszego składu São Paulo FC i wtedy też zadebiutował w rozgrykwach ligi brazylijskiej. W klubie tym był jednak tylko rezerwowym i przez trzy sezony rozegrał zaledwie 9 spotkań w lidze. W 1998 i 2000 roku został mistrzem stanu São Paulo.
Latem 2000 Edú wyjechał do Hiszpanii i został zawodnikiem Celty Vigo. 22 października zadebiutował w Primera División w przegranym 1:3 wyjazdowym spotkaniu z Realem Oviedo. W Celcie grał na ogół w pierwszym składzie, a w swoim pierwszym sezonie zdobył 3 gole i zajął 6. miejsce w La Liga. Z sezonu na sezon spisywał się z Celtą coraz lepiej. W 2001/2002 zaliczył 9 trafień, wystąpił w rozgrywkach Pucharu UEFA i zakończył sezon na 5. miejscu w tabeli. Z kolei w sezonie 2002/2003 z 12 golami był najlepszym strzelcem klubu z Galicji, który zajął wysokie 4. miejsce w lidze. Latem 2003 awansował z Celtą do fazy grupowej Ligi Mistrzów, jednak zespół z Vigo w lidze był przedostatni i spadł do Segunda División.
W lipcu 2004 roku Edú został sprzedany za 5,5 miliona euro do innego klubu Primera División, Realu Betis z Sewilli. W nowym zespole swój pierwszy mecz rozegrał 12 września, a Betis przegrał w nim 1:4 z Espanyolem (zdobył jedynego gola dla Betisu w tym spotkaniu). W całym sezonie 2004/2005 zaliczył 11 trafień i był najlepszym strzelcem zespołu obok rodaka i partnera z ataku Ricardo Oliveiry. W La Liga Betis był czwarty, a Edú w sezonie 2005/2006 wystąpił w fazie grupowej Ligi Mistrzów oraz w Pucharze UEFA. W lidze zdobył tylko 3 gole, a rok później - 8 i dwukrotnie pomógł Realowi w utrzymaniu w lidze. W sezonie 2007/2008 znów zdobył najwięcej bramek w drużynie - 12, o cztery więcej niż partner z ataku Argentyńczyk Mariano Pavone.
W 2009 Edú wrócił do Brazylii, gdzie podpisał kontrakt z klubem SC Internacional z miasta Porto Alegre. Z Internacionalem wygrał rozgrywki Copa Libertadores 2011. Od czerwca do września 2011 Edú był zawodnikiem drugoligowej Vitórii Salvador. Obecnie pozostaje bez klubu.
| Sezon   | Klub             | Kraj      | Rozgrywki                     | Mecze | Bramki |
| ------- | ---------------- | --------- | ----------------------------- | ----- | ------ |
| 1998    | São Paulo FC     | Brazylia  | Campeonato Brasileiro Série A | 3     | 0      |
| 1999    | São Paulo FC     | Brazylia  | Campeonato Brasileiro Série A | 5     | 0      |
| 2000    | São Paulo FC     | Brazylia  | Campeonato Brasileiro Série A | 1     | 0      |
| 2000/01 | Celta Vigo       | Hiszpania | Primera División              | 31    | 3      |
| 2001/02 | Celta Vigo       | Hiszpania | Primera División              | 31    | 9      |
| 2002/03 | Celta Vigo       | Hiszpania | Primera División              | 36    | 11     |
| 2003/04 | Celta Vigo       | Hiszpania | Primera División              | 18    | 3      |
| 2004/05 | Real Betis       | Hiszpania | Primera División              | 32    | 11     |
| 2005/06 | Real Betis       | Hiszpania | Primera División              | 34    | 3      |
| 2006/07 | Real Betis       | Hiszpania | Primera División              | 29    | 8      |
| 2007/08 | Real Betis       | Hiszpania | Primera División              | 30    | 12     |
| 2008/09 | Real Betis       | Hiszpania | Primera División              | 11    | 2      |
| 2009    | SC Internacional | Brazylia  | Campeonato Brasileiro Série A | 8     | 2      |
| 2010    | SC Internacional | Brazylia  | Campeonato Brasileiro Série A | 17    | 1      |
| 2011    | Vitória Salvador | Brazylia  | Campeonato Brasileiro Série B | 5     | 1      |

## Kariera reprezentacyjna
W reprezentacji Brazylii Edú zadebiutował 23 lutego 2000 roku w wygranym 7:0 towarzyskim meczu z Tajlandią. Był to jego jedyny mecz w kadrze narodowej "Canarinhos".